# Олімпійський стадіон (Монреаль)
Олімпійський стадіон (фр. Stade olympique de Montréal) — стадіон в Монреалі (провінція Квебек, Канада). Був побудований як головна спортивна арена літніх Олімпійських ігор 1976 року. На ньому проходили церемонії відкриття і закриття Ігор. Найбільший за місткістю стадіон Канади.
Є місцем проведення вирішальних зустрічей команди Канадської футбольної ліги «Алуетт-де-Монреаль». Матчі регулярного чемпіонату команда з Монреаля грає на Стадіоні імені Персіваля Молсона.

## Використання
Стадіон використовувався як головна арена літніх Олімпійських ігор 1976 року. Під час Ігор у Монреалі тут проходили змагання з легкої атлетики, кінного спорту, а також 10 матчів футбольного турніру, включаючи матч за третє місце і фінал (НДР — Польща).
«Олімпійський стадіон» став місцем проведення Суперкубка Франції з футболу 2009 року. Цей розіграш став першим в історії турніру за межами Франції.
Також на стадіоні проходили матчі чемпіонату світу з футболу серед молодіжних команд в 2007 році та Чемпіонат світу з футболу серед жінок 2015 року.
У 2026 році тут пройдуть матчі чемпіонату світу з футболу.